# Поверхнева активність
Поверхне́ва акти́вність (рос. поверхностная активность; англ. surface activity; нім. Grenzflächenaktivität f, Ober-flächenaktivität f) — здатність деяких речовин змінювати поверхневий натяг на поверхні поділу двох тіл, що зумовлено адсорбцією. Так, поверхнево-активні речовини (ПАР) зменшують натяг, поверхнево-неактивні речовини (ПНА) — не змінюють його, а поверхнево-інактивні (ПІР) — збільшують.
Поверхнева активність оцінюється за величиною dσ/dc, яка характеризує здатність знижувати поверхневий натяг розчину σ зі зміною концентрації поверхнево-активної речовини в розчині с. Одиниця вимірювання поверхневої активності — гіббс, 1 гіббс = (ерг/см²)/ (моль/л).
Поверхневу активність використовують при очищенні від забруднень і обезжирюванні предметів, наприклад, розчином мила, при насичуванні деревини водними розчинами речовин для надання їй довговічності або вогнестійкості, при збагаченні руд кольорових металів.